# میماس
میماس (به انگلیسی: Mimas) یک قمر طبیعی متعلق به کیوان است که توسط ویلیام هرشل و در ۱۷ سپتامبر سال ۱۷۸۹ کشف شد.
میماس کوچکترین جرم شناخته‌شده سامانه خورشیدی است که شکل کروی دارد. میماس به‌طور عمده از یخ آب به همراه مقادیر پراکنده‌ای سنگ تشکیل شده‌است، و به همین دلیل با عنوان یک گلوله برفی بزرگ کثیف شناخته می‌شود.
این قمر یک هم‌مدار هم دارد. قطر میماس ۳۹۰ کیلومتر است و قطر هم مدارش ۱۰ کیلومتر است. این قمر گودال بزرگی به نام گودال هرشل دارد که جلب توجه می‌نماید.
نام دیگر این قمر کیوان I است. در اولین نگاه به میماس یک دهانه بزرگ آتشفشانی دیده می‌شود که قطر آن ۱۳۰ کیلومتر است و نام کاشف میماس یعنی هرشل را بر آن گذاشته‌اند.
دیواره‌های این دهانه حدود ۵ کیلومتر ارتفاع دارند و عمیق‌ترین نقطه این دهانه حدود ۱۰ کیلومتر عمق دارد. در وسط این دهانه بزرگ قله‌ای دیده می‌شود که ارتفاع آن ۶ کیلومتر نسبت به کف دهانه است. بر روی این قمر دهانه‌های دیگری به قطر حدود ۴۰ کیلومتر نیز دیده می‌شود.
قمر میماس یکی از نزدیک‌ترین قمرها به سیاره زحل یا کیوان و همین‌طور کوچکترین قمر این سیاره است. قطر آن از ۳۸۲ تا ۴۱۸ کیلومتر متغیر است.
میماس در بین حلقه‌های A و B کیوان قرار گرفته‌است. میماس به دلیل این که عوارض زیادی دارد به قمر ترسناک معروف شده‌است. دهانه هرشل که بزرگترین دهانه این قمر است یک دهانه برخوردی بوده که ممکن است بر اثر برخورد یک جرم آسمانی به وجود آمده باشد.
قطر این دهانه تقریباً یک سوم قطر قمر میماس است. این که چنین ضربه عظیمی ناشی از برخورد با سطح این قمر کوچک موجب متلاشی شدن آن نشده پرسشی است که هنوز پاسخ قطعی برای آن پیدا نشده، ولی برخی از دانشمندان بر این باور هستند که میماس دارای ساختاری از مواد یخی است و این باعث شده‌است که در برابر ضربه مهلکی که به آن وارد شده‌است دوام بیاورد.

## نگارخانه

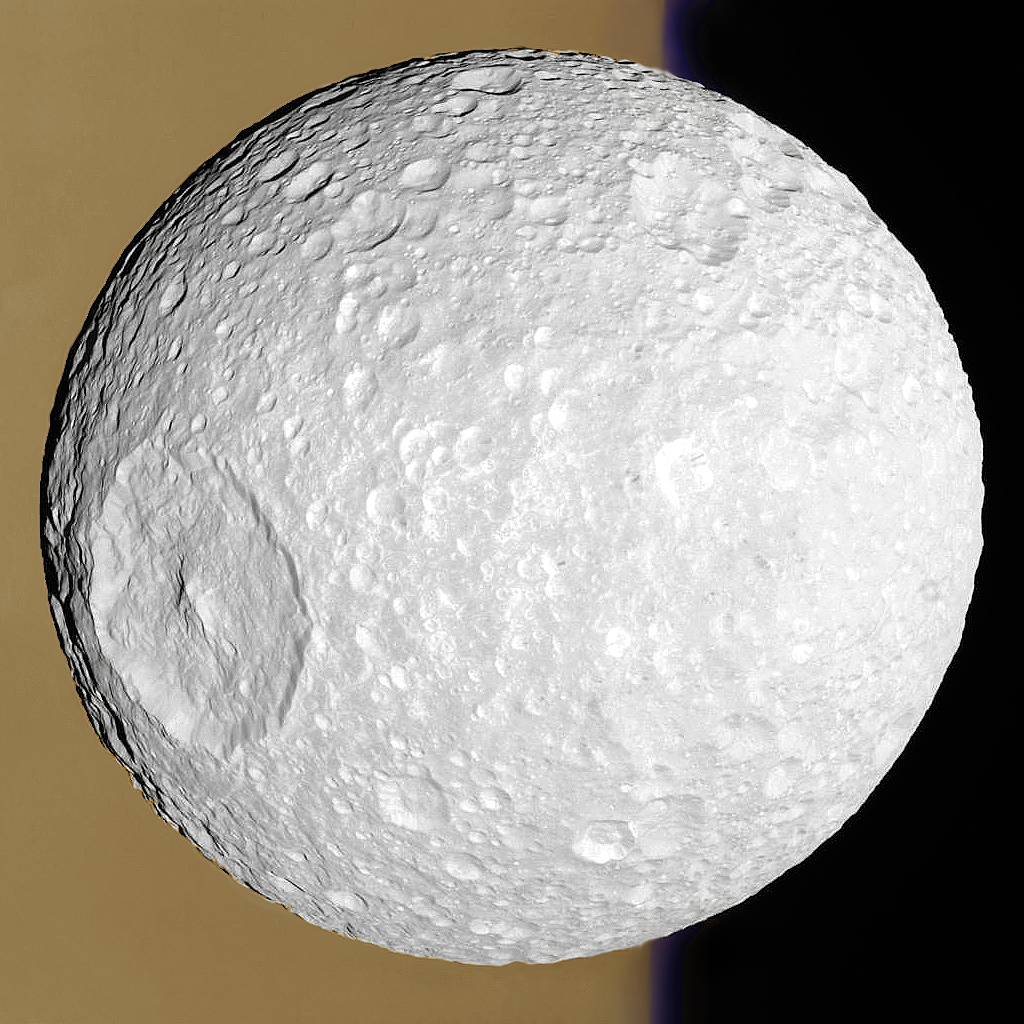
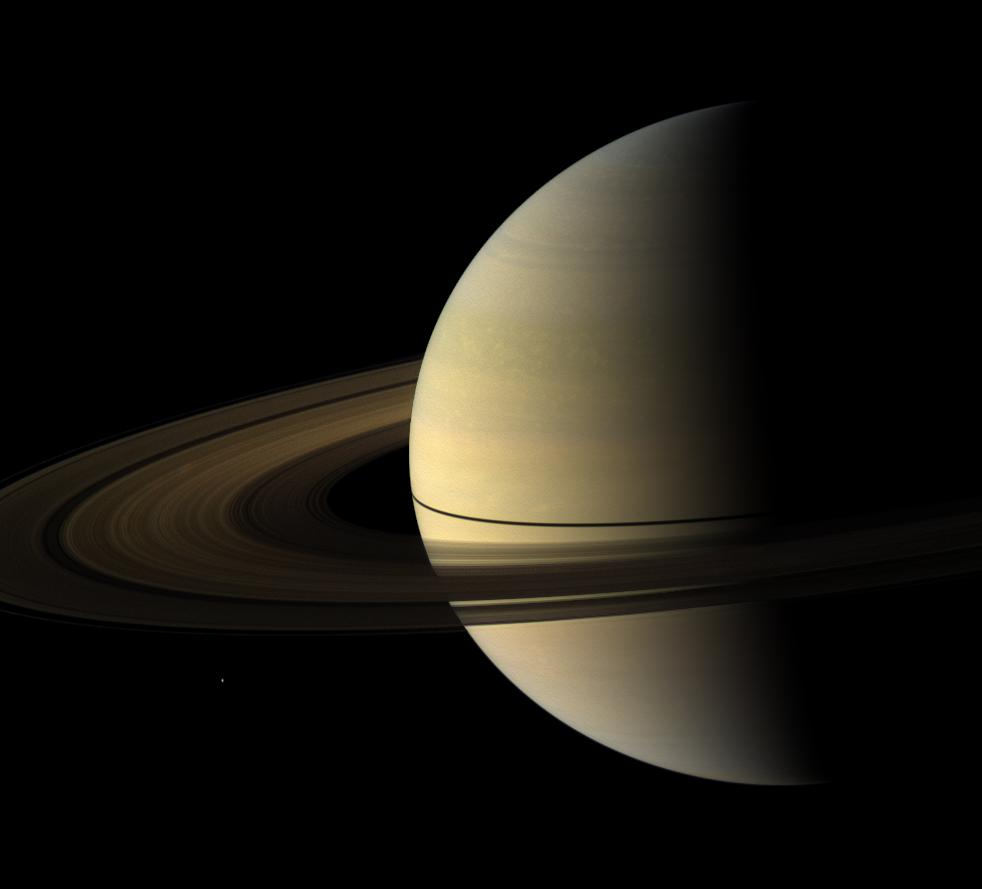
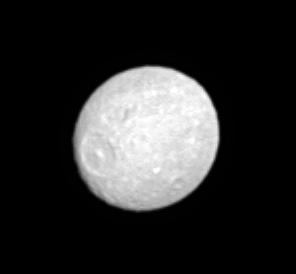
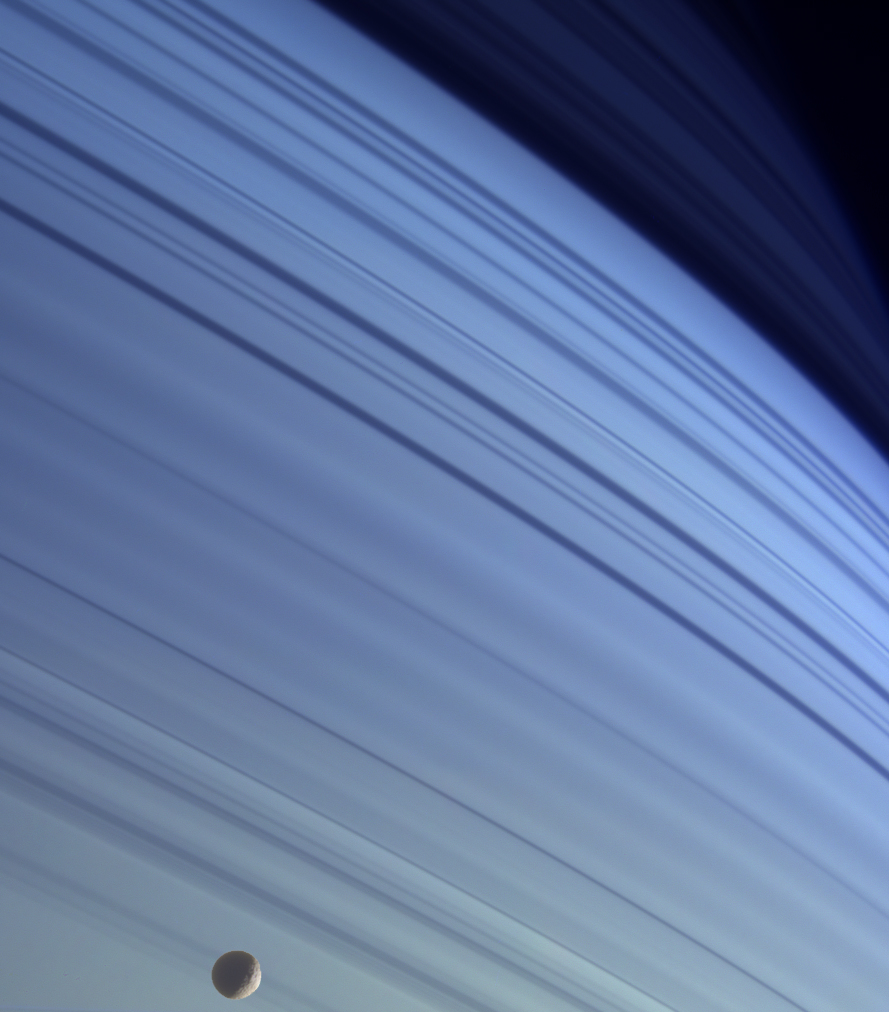
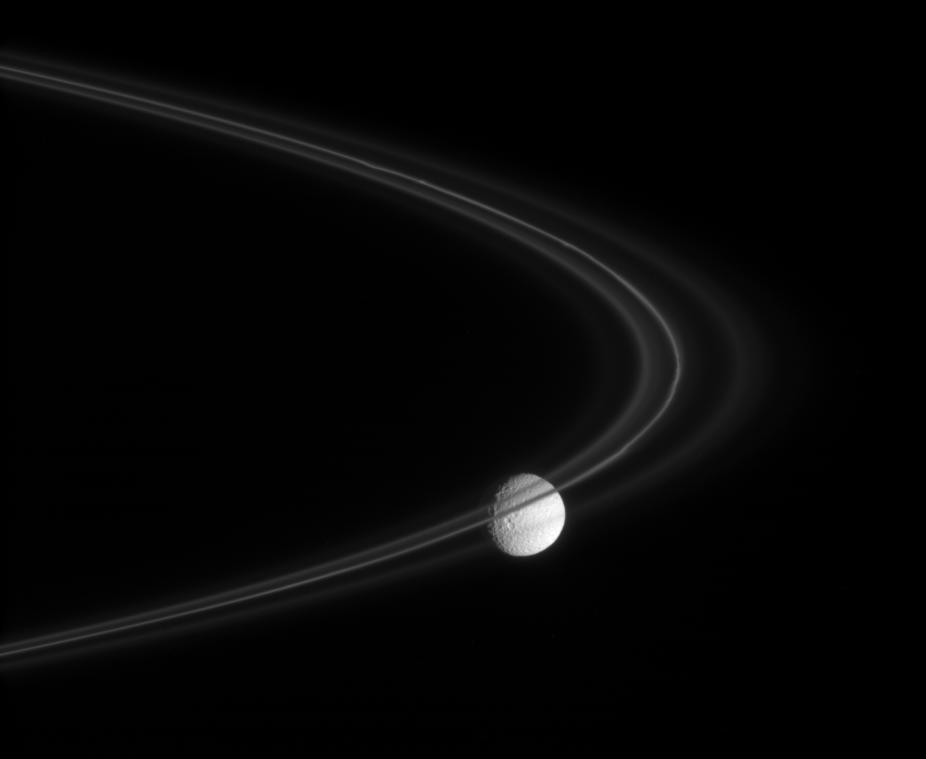
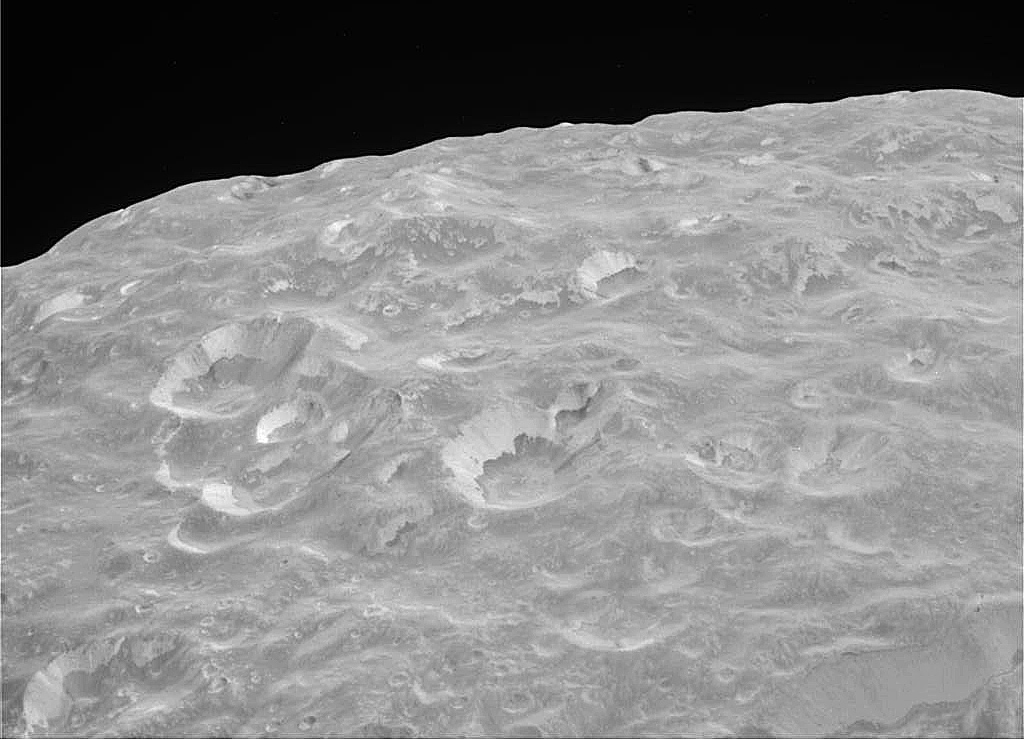
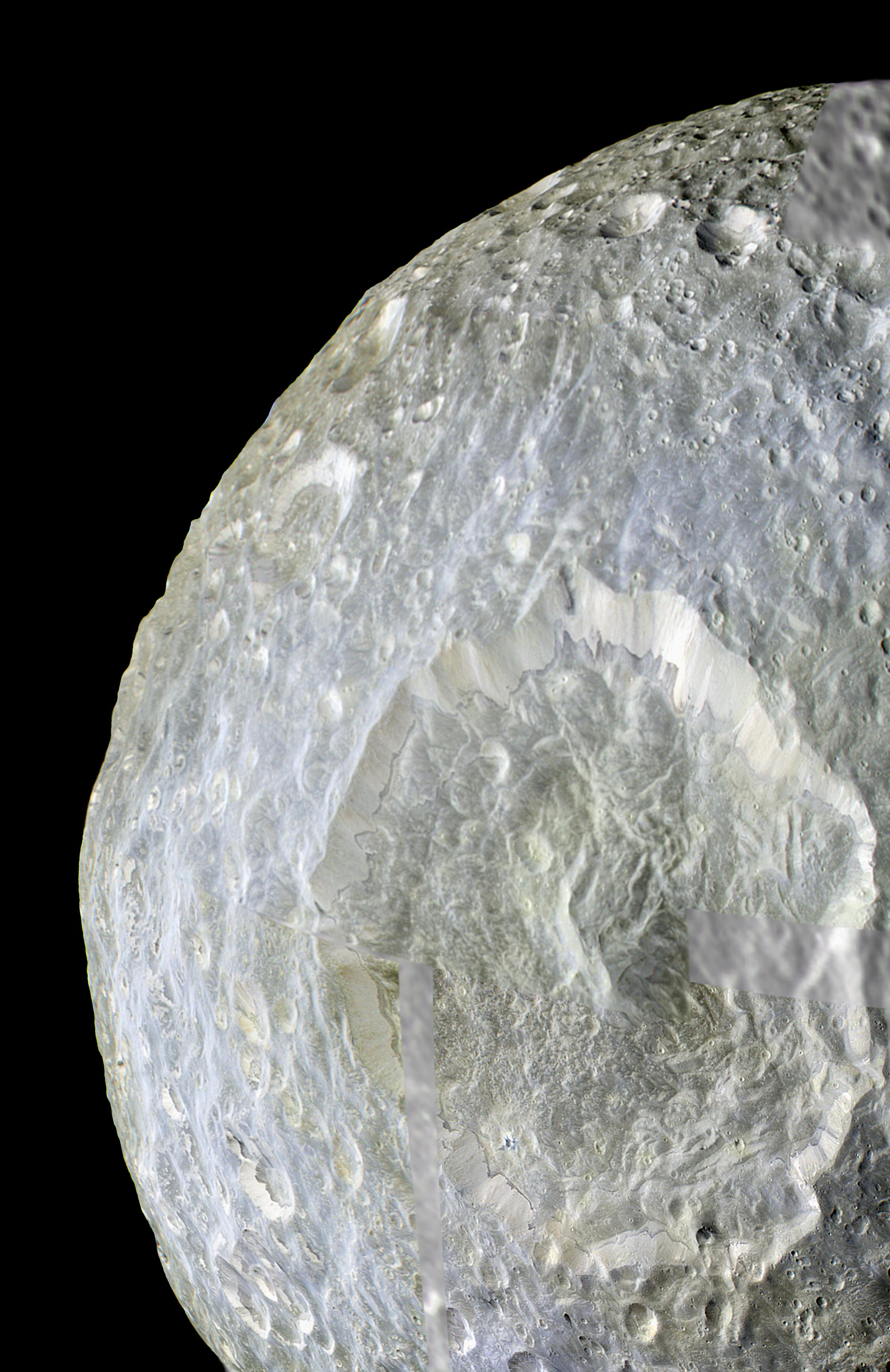
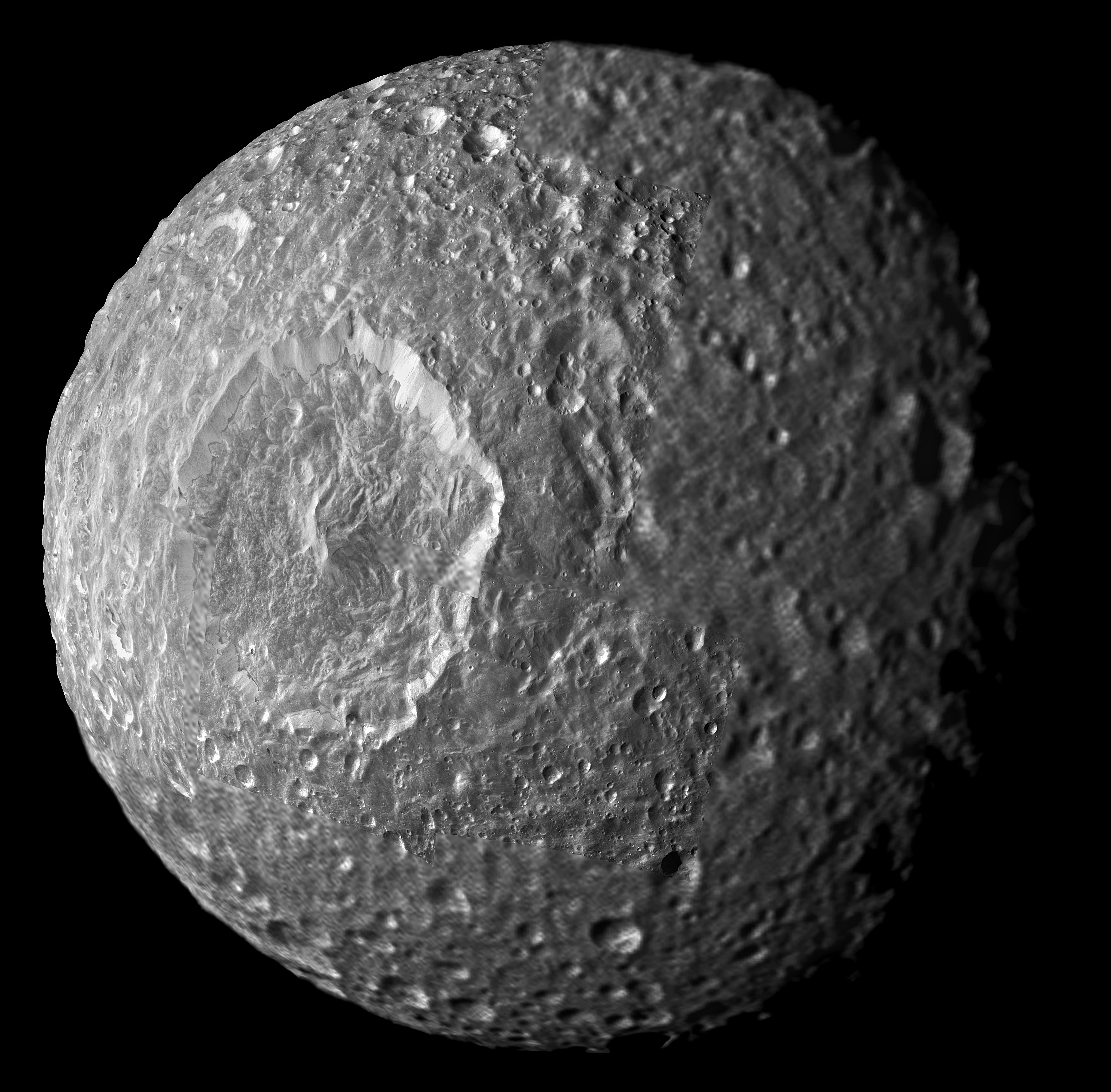